# Europe Tennis Center Ladies Open 2016
L'Europe Tennis Center Ladies Open 2016 è stato un torneo di tennis facente parte della categoria ITF Women's Circuit nell'ambito dell'ITF Women's Circuit 2016. Il torneo si è giocato a Budapest, in Ungheria, dal 4 al 10 luglio 2016 su campi in terra battuta e aveva un montepremi di 100000 $.

## Campionesse

### Singolare
Elica Kostova ha sconfitto in finale  Viktorija Tomova con il punteggio di 6–0, 7–63.

### Doppio
Ema Burgić Bucko /  Georgina García Pérez hanno sconfitto in finale  Lenka Kunčíková /  Karolína Stuchlá con il punteggio di 6–4, 2–6, [12–10].